# Uhlířský vrch (Bruntálská vrchovina)
Uhlířský vrch (německy Köhler Berg) je jedna z nejmladších vyhaslých sopek na českém území. Leží ve Slezsku, asi dva kilometry jihozápadně od okraje města Bruntálu (v katastrálním území Bruntál-město). Má nadmořskou výšku 672 metrů.
Na vrcholu stojí barokní poutní kostel Panny Marie Pomocné. Od kostela k městu byla současně s dostavbou kostela vysázena čtyřřadová lipová alej z roku 1766, dlouhá kolem jednoho kilometru. Jižně od vrcholu se nachází opuštěný lom, chráněný jako přírodní památka.

## Přírodní památka
Na jižním svahu je opuštěný lom po bývalé těžbě tufů, který byl roku 1966 prohlášen přírodní památkou. Převážně písčité tufy obsahují větší sopečné pumy. Lávový proud vytékal původně ze sopky východním a severovýchodním směrem. Je tvořen čedičem.

## Poutní kostel Panny Marie Pomocné

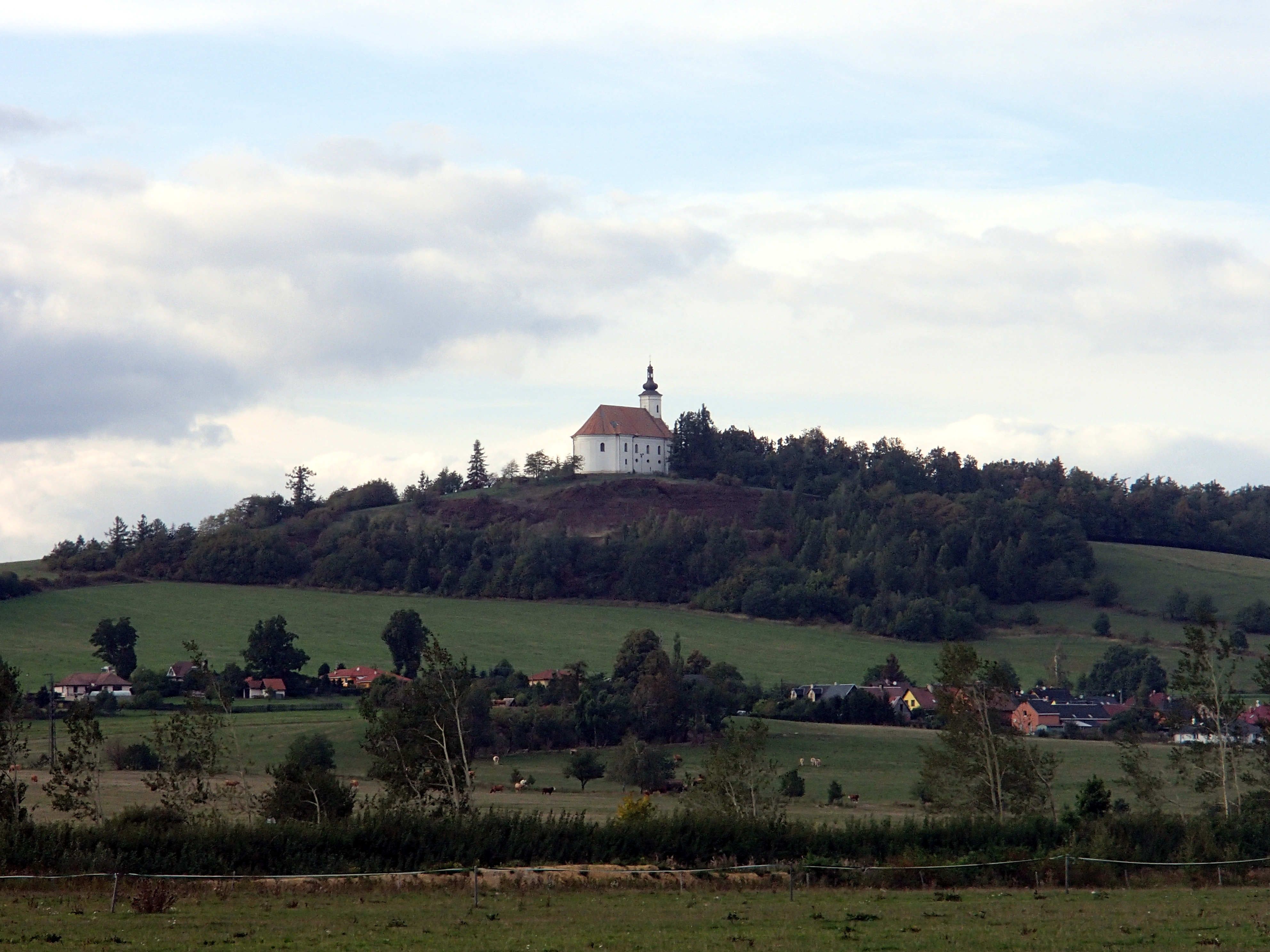
Uhlířský vrch od Moravského Kočova

Původní dřevěná poutní kaple byla postavena v roce 1653 řádovým místodržícím Oswaldem z Liechtensteina, jako daleko viditelný symbol vítězství katolické církve nad protestanty. Na místě kaple byl v letech 1755–1765 postaven krnovským architektem Jiřím Friedrichem Gansem jednolodní barokní kostel. V dřívějších dobách stával vedle kostela hostinec s dodnes dochovanou studnou, jejíž hloubka je čtyřicet metrů a je bez vody (měřeno v r. 2005). 

## Lipová alej
Cesta k vrcholu kopce je lemována čtyřřadou lipovou alejí. Alej dal v letech 1766 – 1770 vysázet svobodný pán komtur von Riedheim. Roku 1973 byly stromy aleje prohlášeny za památné a o 20 let později se celý areál včetně lipové aleje stal kulturní památkou. V roce 2008 se ucházela o titul Strom roku. Ve 12. ročníku ankety Alej roku se stala Alejí roku 2022.

## Křížová cesta
Podél horní části aleje bylo v roce 1916 vztyčeno 14 stojanů s obrazy křížové cesty, které namaloval malíř Franz Templer podle předloh Gebhardta Fugela z Mnichova. Po druhé světové válce byla torza jednotlivých zastavení odstraněna.
K obnově křížové cesty došlo až v roce 2001 a zasloužil se o ni bruntálský umělecký řezbář František Nedomlel, který během čtyř let zhotovil dřevěné plastiky pro patnáct zastavení z různých druhů dřevin vyskytujících se v Nízkém Jeseníku. Na znovuvybudování křížové cesty bylo vybráno téměř dva miliony korun. Kvádrové podstavce jednotlivých zastavení byly vyrobeny z různých druhů místních hornin, na jejich čelních stranách jsou umístěny mramorové desky se jménem donátora zastavení.

## Výhled a přístup
Vrcholek vyhaslé sopky je místo dalekého rozhledu a může sloužit jako dobrý orientační bod. Otevírá se odtud pohled na okolní vrcholy Nízkého Jeseníku a v dáli je viditelný Hrubý Jeseník.
Nejlepším přístupovým místem se jeví silnice III. třídy z Bruntálu na Moravskoslezský Kočov a Valšov (vede souběžně s hlavní silnicí č. 45 na Šternberk)